# 보은스포츠파크
보은스포츠파크(報恩스포츠파크, Boeun Sports Park)은 대한민국 충청북도 보은군에 있는 스포츠 시설이다. 천연잔디 필드와 몬도트랙이 갖춰진 경기장이며, 2016년 11월에 준공되었다.

## 참고 문헌
- “보은스포츠파크”. 보은군청.
- 《2019년 전국 공공체육시설 현황 (2018년말 기준)》. 대한민국 문화체육관광부. 2020.
- 《2023 전국 공공체육시설 현황 (2022년 12월말 기준)》. 대한민국 문화체육관광부. 2024.